# Mała Kotelnica
Mała Kotelnica, Wschodnia Kotelnica (słow. Malá Kotolnica, Východná Kotolnica, niem. Kleine Kesselkoppe, Östliche Kesselkoppe, węg. Kis-Katlanos) – wznosząca się na wysokość 1974 m czuba skalna w grani Liptowskich Murów, będącej fragmentem grani głównej Tatr. Znajduje się między Niżnią Czarną Ławką (Nižná Čierna lávka, 1950 m) i Niżnią Kotelnicową Ławką (Nižná kotolnicová lávka, 1955 m) w grani, którą biegnie granica polsko-słowacka. Do Niżniej Czarnej Ławki opada ścianą o wysokości 30 m. Przy przejściu ściśle granią ścianę tę pokonuje się litym kominkiem i przewieszką (I w skali tatrzańskiej). Małą Kotelnicę można łatwo trawersować po południowej (słowackiej) stronie. Na północ opada ścianą do piargów nad Czarnym Stawem Polskim, na południe również skałami, ale łagodniej do Doliny Koprowej.
W gwarze podhalańskiej słowo kotelnica pierwotnie oznaczało kotlinę lub inne terenowe zagłębienie, później kotelnicą zaczęto nazywać miejsce kocenia się i zimowania owiec. Nazwę tę przeniesiono na nazwę grani Kotelnica, a od niej utworzono nazwę Mała Kotelnica i liczne inne nazwy w tej grani.

## Przypisy

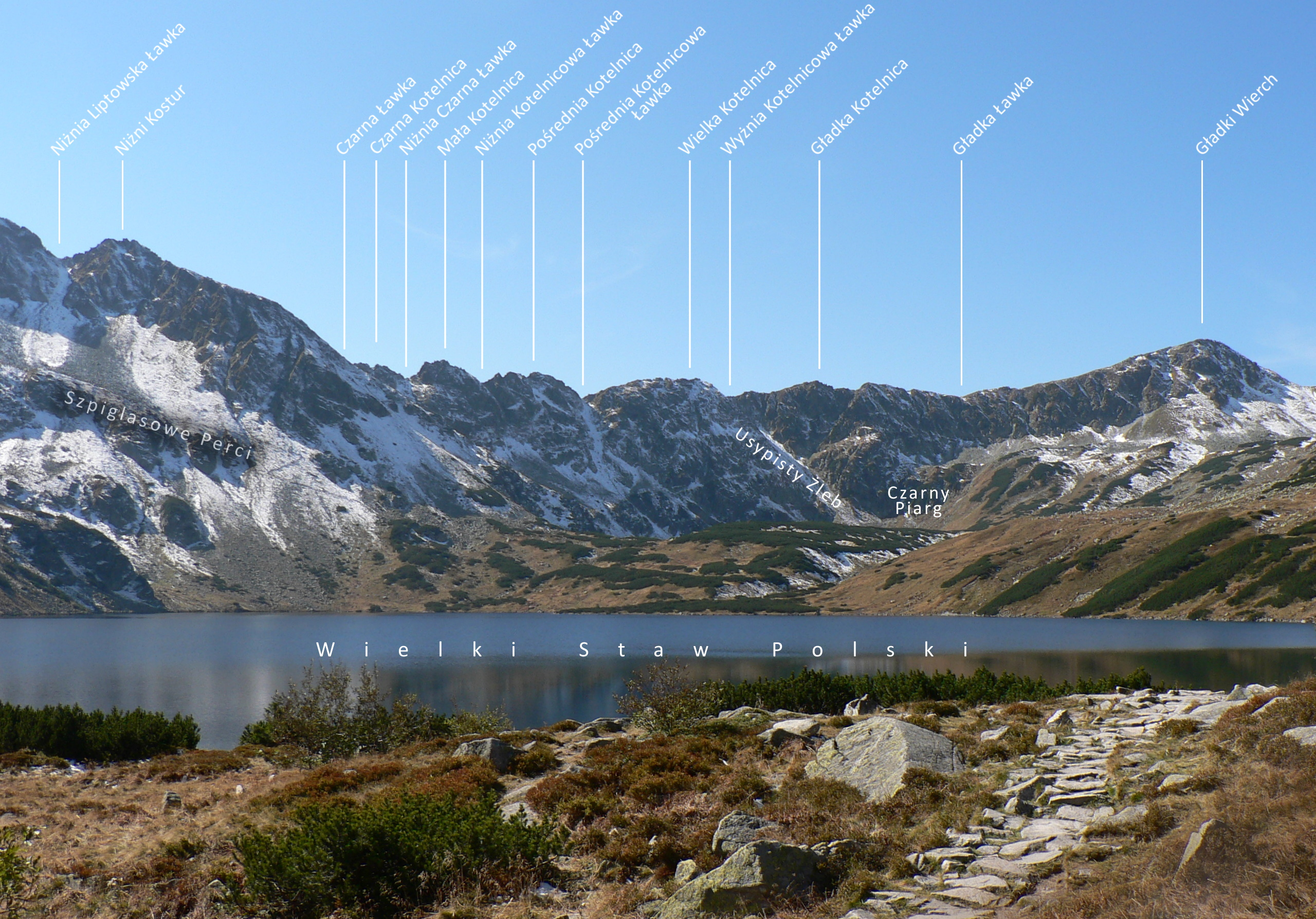
Kotelnica, widok z Doliny Pięciu Stawów Polskich